# Рівергроув (Орегон)
Рівергроув (англ. Rivergrove) — місто (англ. city) в США, в округах Клакамас і Вашингтон штату Орегон. Населення — 545 осіб (2020).

## Географія
Рівергроув розташований за координатами 45°23′7″ пн. ш. 122°44′1″ зх. д. / 45.38528° пн. ш. 122.73361° зх. д. (45.385318, -122.733650).  За даними Бюро перепису населення США в 2010 році місто мало площу 0,41 км², уся площа — суходіл. В 2017 році площа становила 0,46 км², з яких 0,44 км² — суходіл та 0,02 км² — водойми.

## Демографія
Згідно з переписом 2010 року, у місті мешкало 289 осіб у 123 домогосподарствах у складі 85 родин. Густота населення становила 706 осіб/км².  Було 133 помешкання (325/км²).
Расовий склад населення:
| - 94,1 % — білих - 3,1 % — азіатів |

До двох чи більше рас належало 2,4 %. Частка іспаномовних становила 2,4 % від усіх жителів.
За віковим діапазоном населення розподілялося таким чином: 21,1 % — особи молодші 18 років, 60,6 % — особи у віці 18—64 років, 18,3 % — особи у віці 65 років та старші. Медіана віку мешканця становила 49,5 року. На 100 осіб жіночої статі у місті припадало 120,6 чоловіків;  на 100 жінок у віці від 18 років та старших — 111,1 чоловіків також старших 18 років.
Середній дохід на одне домашнє господарство  становив 157 824 долари США (медіана — 105 417), а середній дохід на одну сім'ю — 169 335 доларів (медіана — 113 750). Медіана доходів становила 101 979 доларів для чоловіків та 55 000 доларів для жінок. За межею бідності перебувало 3,1 % осіб, у тому числі 0,0 % дітей у віці до 18 років та 7,3 % осіб у віці 65 років та старших.
Цивільне працевлаштоване населення становило 174 особи. Основні галузі зайнятості: освіта, охорона здоров'я та соціальна допомога — 23,0 %, науковці, спеціалісти, менеджери — 21,3 %, виробництво — 19,0 %.